# Skamaradas trio
A banda Skamaradas Trio nasceu em 2007, mas de integrantes que já tocavam juntos desde 1998 (bandas como Nous, Spdx, Full Ska e h-years). Depois de 9 anos, o trio resolveu que o ska core era o som que seria levado adiante nessa nova empreitada, mesmo sem contar com um naipe de metais, ou tecladista, percussionista etc. O jeito era encher o som contando com somente 3 amigos: Guilherme (guitarra e vocal), Paulo (baixo e vocal) e Vini (bateria e vocal). O entrosamento de velha data do trio é o que garante que é possível fazer ska sem precisar de trocentos instrumentistas. A primeira demo saiu no começo de 2008 com quatro músicas: Eye of the Tiger (uma reinterpretação em ska core do clássico tema de Rocky Balboa, originalmente gravado pelo Survivor), Pra dançar ska, O Pilantra e John Wayne. A banda procura levar o humor para suas letras para casar com o som do ska que sempre remete à diversão. As principais influências são Less Than Jake, NOFX, Rancid, No Doubt, Green Day, Reel Big Fish, The Selecter, Sublime, The Suicide Machines, Hepcat, entre muitos outros.